# Onthophagus pseudorudis
Onthophagus pseudorudis là một loài bọ cánh cứng trong họ Bọ hung (Scarabaeidae).